# Torre del Mas Fina
Mas Fina es un monumento protegido como bien cultural de interés nacional del municipio de Palafrugell, (Bajo Ampurdán).

## Descripción
La torre del Mas Fina se encuentra situada junto a la masía de este nombre, junto a la iglesia de San Ramón del vecindario de Ermedàs. Es una construcción de planta cuadrada, formada por grandes sillares regulares de granito, que ha perdido las almenas de coronamiento y en la actualidad presenta cubierta de teja a una vertiente. Se conservan algunas aspilleras cuadradas y un matacán en la parte superior de la fachada de levante. Se encuentra en ruinas.

## Historia
La torre del Mas Fina data probablemente del siglo XVI época en que fueron construidas numerosas torres de vigía y de defensa en el término de Palafrugell ante las incursiones de los piratas turcos y argelinos. La masía que tiene adosada es una construcción de los siglos XVII-XVIII.